# Lykkens Karrusel
Lykkens Karrusel (originaltitel State Fair) er en amerikansk komediedramafilm fra 1933, instrueret af Henry King. Filmen har Janet Gaynor, Will Rogers og Lew Ayres i hovedrollerne. Manuskriptet er skrevet af Sonya Levien og Paul Green, baseret på romanen State Fair af Phil Stong fra 1932.
Filmen var den første ud af tre filmatiseringer af romanen. De andre var filmmusicalerne State Fair i 1945, med Jeanne Crain og Dana Andrews i hovedrollerne, og State Fair fra 1962 med Ann-Margret og Pat Boone.
Filmen blev nomineret til en Oscar for bedste film og en for bedste filmatisering i 1934.
I 2014 blev filmen vurderet til at være "Kulturelt, historisk eller æstetisk signifikant" af Library of Congress og blev valgt til bevarelse i National Film Registry